# Тояма (град)
Тояма (на японски: 富山市) е град и административен център на префектура Тояма в Западноцентрална Япония. Населението му е 417 332 жители (по приблизителна оценка от октомври 2018 г.). Общата му площ е 1241,85 кв. км. Намира се в часова зона UTC+9. Разположен е на Японско море на 300 км северозападно от Токио.

## Побратимени градове
- Дърам (щат Северна Каролина, САЩ)
- Можи дас Крузис (Бразилия)
- Уелингтън (Нова Зеландия)